# Mbombo (São Tomé e Príncipe)
Mbombo é uma aldeia da Ilha de São Tomé de Mbombo (São Tomé e Príncipe).